# Лямбда Водолея
Лямбда Водолея (лат. λ Aquarii), 73 Водолея (лат. 73 Aquarii), HD 216386 — одиночная переменная звезда в созвездии Водолея на расстоянии приблизительно 305 световых лет (около 94 парсеков) от Солнца. Видимая звёздная величина звезды — от +3,8m до +3,57m.

## Характеристики
Лямбда Водолея — красный гигант, пульсирующая медленная неправильная переменная звезда (LB) спектрального класса M2,5IIIa или M1/2III. Масса — около 3,6 солнечных, радиус — около 47,42 солнечных, светимость — около 2210 солнечных. Эффективная температура — около 3477 К.